# Реакція Манніха
Реа́кція Ма́нніха — хімічна реакція амінометилювання сполук, що містять активний атом Гідрогену коло атома Карбону, дією формальдегіду та аміаку (або амінів). Зазвичай таким сполуками є кетони, здатні до енолізації:
Карбоновий ланцюг вихідної CH-сполуки видовжується на одну метиленову ланку.
Реакцію названо за ім'ям німецького хіміка Карла Манніха. Кінцеві продукти, β-амінокарбонільні сполуки, називають основами Манніха.

## Механізм
У кислому середовищі першопочатково утворюється карбеній-імінієвий іон CH2NR2+:
У розчині кетон зазнає кето-енольної таутомеризації і отриманий енол взаємодіє з іоном:

## Варіації
Окрім кетонів реакція проводиться також і з деякими іншими класами:
- з первинними і вторинними аліфатичними нітросполуками:

{\displaystyle \mathrm {R^{1}CH_{2}NO_{2}+HCHO+HNR_{2}{\xrightarrow {NaOH}}\ R^{1}CH(NO_{2})CH_{2}NR_{2}} }
- алкінами із прикінцевим ненасиченим зв'язком:

{\displaystyle \mathrm {R^{1}C{\equiv }CH+CH_{2}NR_{2}^{+}\longrightarrow R^{1}C{\equiv }CCH_{2}NR_{2}+H^{+}} }
- гетероциклічними сполуками:

Ця реакція має велике значення, оскільки отримуваний з індолу грамін є вихідною речовиною у синтезі амінокислоти триптофану.